# National Gallery of Australia

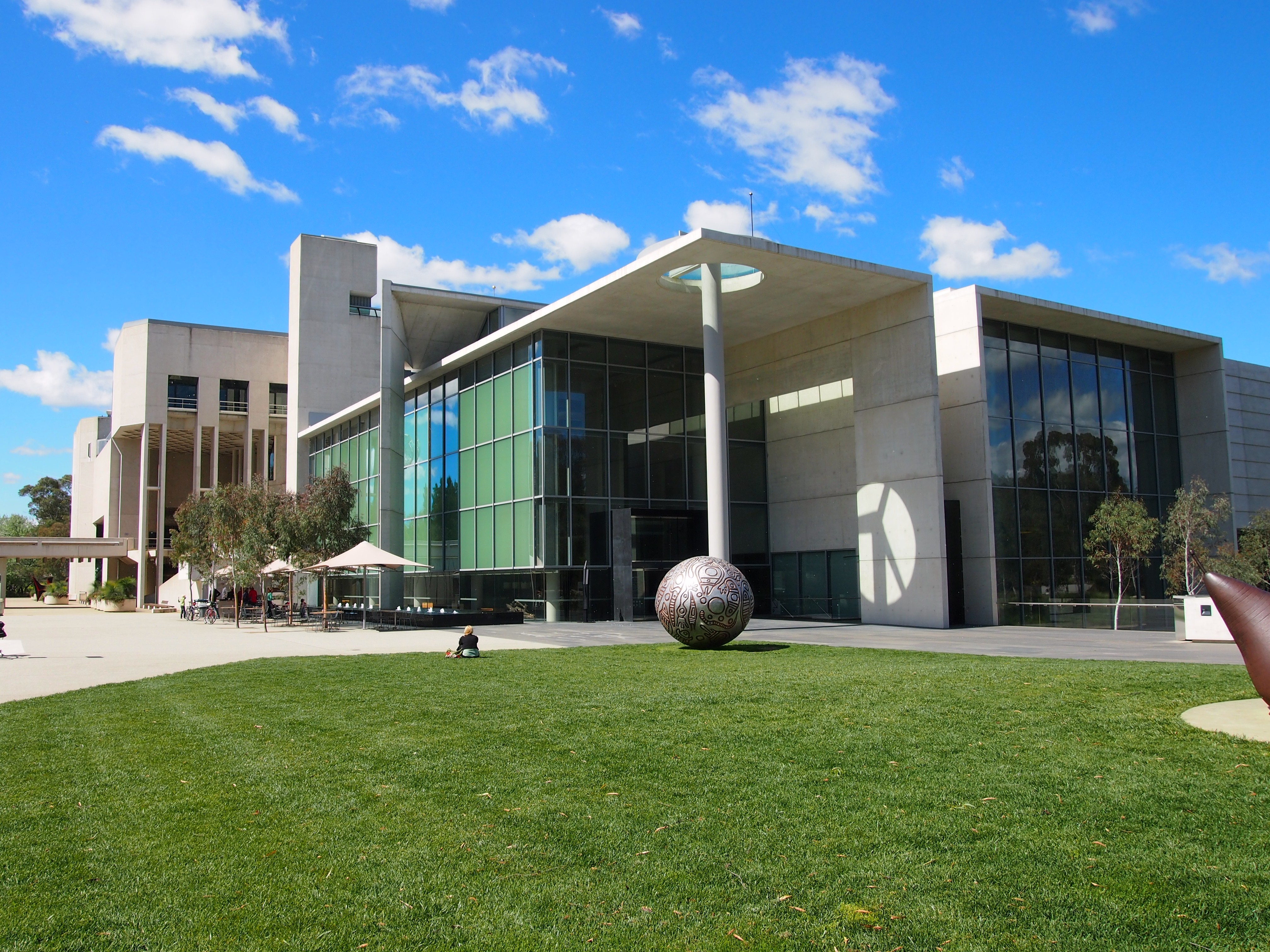
National Gallery of Australia

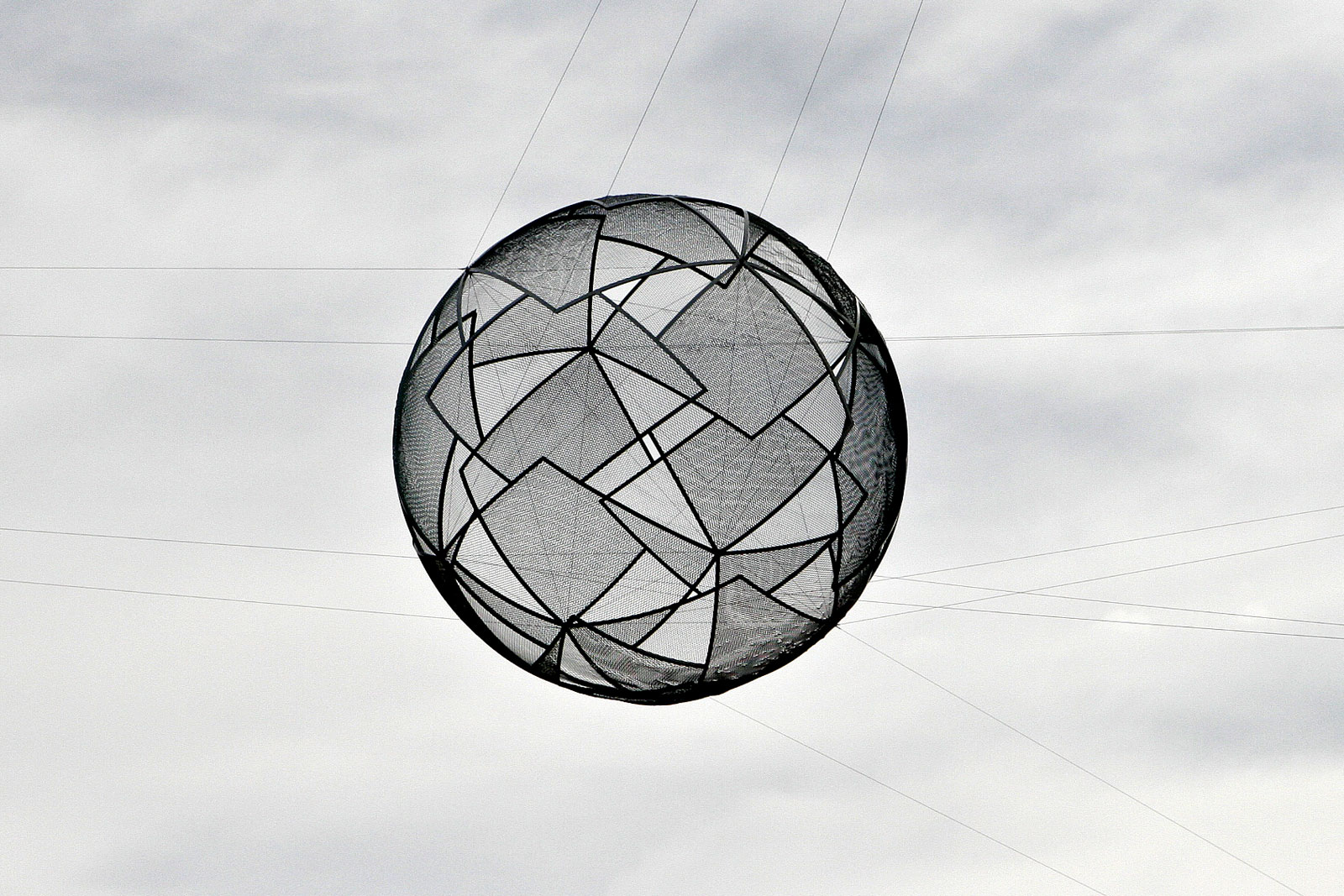
Diamonds av Neil Dawson

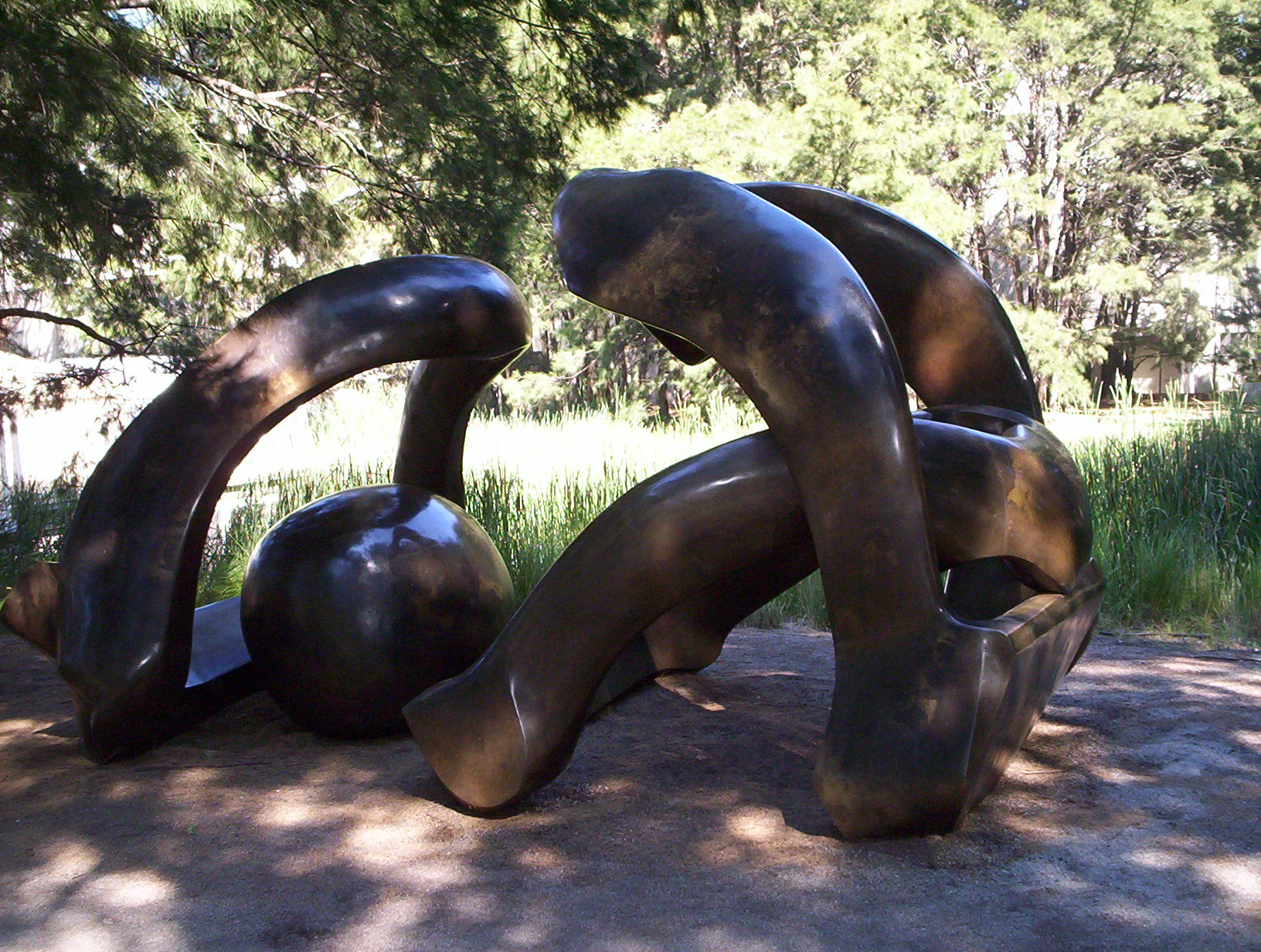
Henry Moores Hill Arches i skulpturparken

National Gallery of Australia är ett statligt konstmuseum i Canberra i Australien, invigt 1982.
National Gallery of Australia grundades 1967 av den australiska federala regeringen som ett nationellt konstmuseum. Det har en samling med drygt 120 000 verk.
Den australiske konstnären Tom Roberts drev redan i början av 1900-talet frågan om ett nationellt konstmuseum. Regeringen lade ett förslag 1910 och året därpå tillsatte parlamentet en utredning, som kom fram till att staten skulle samla porträtt av framstående personer. Ett initiativ till byggandet av ett museum togs dock först 1965, med beslut i november 1967.
År 1968 fick arkitekten Colin Madigan efter en arkitekttävling uppdrag att rita ett museum, vilket kunde utföras först efter invecklade turer om dess lokalisering i Canberras regeringsområde. Byggandet påbörjades 1973 och museet invigdes 1982. Museet har 23.000 m2 golvyta, är ritat i neobrutalistisk stil i armerad betong med triangulära former som bas och omges av flera skulpturparker med inhemska träd och växter.
Museet har sedan byggts ut i två etapper, första gången 1997 med en tillbyggnad för tillfälliga utställningar och en skulpturpark ritad av Fiona Hall, och andra etappen 2010 med utställningslokaler för inhemsk konst av ursprungsfolk.
Området med Australiens högsta domstol och National Gallery of Art blev byggnadsminne i november 2007.